# Frederick Edward Hulme

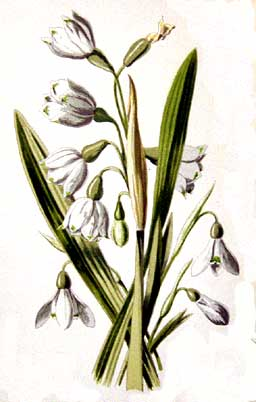
Galanthus e Leucojum por Hulme

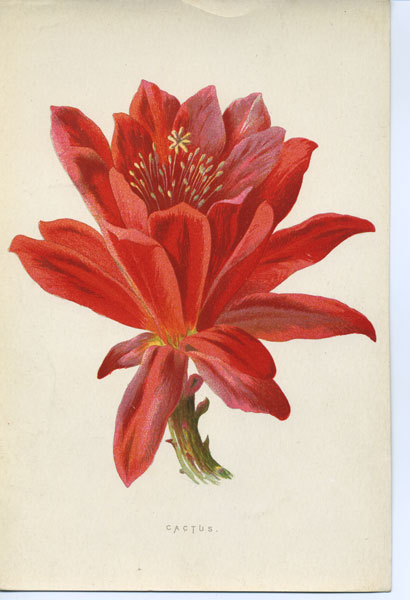
Flor de cactos.

Frederick Edward Hulme (1841-1909) artista, naturalista, e por um tempo professor de Desenho a Mão-livre e Geométrico da King's College de Londres, sendo mais lembrado pela sua obra ilustrada Familiar Wild Flowers, um bom exemplo de uma obra botânica popular da Era vitoriana.

## Biografia
Frederick Edward Hulme foi filho de Frederick William Hulme e sua esposa Caroline. Ele nasceu em março de 1841 em Hanley, Staffordshire.
Em 1844 sua família se mudou para Londres, onde seu pai o ensinou e trabalhou como pintor de paisagens. Hulme se tornou o mestre de desenho na Marlborough College em 1870.
Hulme era um botânico amador, historiador natural e antiquárista, e em 1869 foi eleito fellow do Linnean Society of London. Ele foi mestre em desenho da Marlborough até 1883.
Ele foi professor de Desenho a Mão-livre e Geométrico da King's College de Londres a partir de 1886. Desenho não fazia parte do currículo padrão no Kings, mas como era comum em muitas faculdades, os alunos poderiam se inscrever para um curso adicional no desenho com Hulme.
Hulme morreu em sua casa em Kew em 10 de abril de 1909. Seu volume nono Familiar Wild Flowers estava em produção.

## Trabalhos
- Plant Form, 1868[5]
- Familiar wild flowers, 1878-1905, ninth volume póstumo[5]
- Suggestions in Floral Design,, 1880[5]
- Wild fruits of the country-side, 1902[1]
- Butterflies and moths of the country-side, 1903[1]
- Wild Flowers in their Seasons, 1907[6]
- Familiar Swiss flowers, 1908[1]

### Prosa
- Art, Myths, Archaeology and Proverbs[5]
- A history of the town and college of Marlborough[5]

### Ilustrações
- Sylvan spring por F.G.Heath (somente ilustrações)[1]
- Familiar garden flowers por Shirley Hibberd (somente ilustrações)[1]